# Chondrostega pastrana
Chondrostega pastrana is een vlinder uit de familie van de spinners. De wetenschappelijke naam is gepubliceerd in 1858 door Lederer.
De soort komt voor in Europa.